# سام براون (عسكري)
صموئيل بوعز براون (وُلِد في 15 تشرين الأول 1983) هو سياسي أمريكي وضابط عسكري. خدم في جيش الولايات المتحدة خلال حرب أفغانستان، وتعرض لحروق في ثلاثين بالمئة من جسده نتيجة إصابته بجهاز متفجر بدائي في عام 2008.
بدأ براون عدة مشاريع تجارية وأصبح ناشطًا في السياسة داخل الحزب الجمهوري في تكساس. في عام 2014، سعى دون نجاح لنيل ترشيح الحزب لمقعد في مجلس نواب تكساس. بعد انتقاله إلى نيفادا في عام 2018، ترشح براون دون نجاح لنيل ترشيح الحزب الجمهوري لمجلس الشيوخ الأمريكي عن ولاية نيفادا في عام 2022. ترشح مرة أخرى في عام 2024، وفاز هذه المرة بترشيح الحزب الجمهوري، لكنه خسر أمام السناتورة الديمقراطية الحالية جاكي روزن في الانتخابات العامة.
في أوائل كانون الثاني 2025، أعلن الرئيس المنتخب دونالد ترمب عن نيته تعيين براون في منصب وكيل وزارة شؤون الذكرى في وزارة شؤون المحاربين القدامى.

## الحياة المبكرة والعائلة
وُلِد براون في ولاية أركنساس في عائلة عسكرية؛ إذ خدم والده وأخواه الأصغر سنًا أيضًا في حرب الإرهاب بعد هجمات 11 أيلول. تلقى تعليمه في الأكاديمية العسكرية للولايات المتحدة في ويست بوينت وتخرّج عام 2006. كما يحمل شهادة ماجستير في إدارة الأعمال من جامعة ميثوديست الجنوبية.

## الخدمة العسكرية

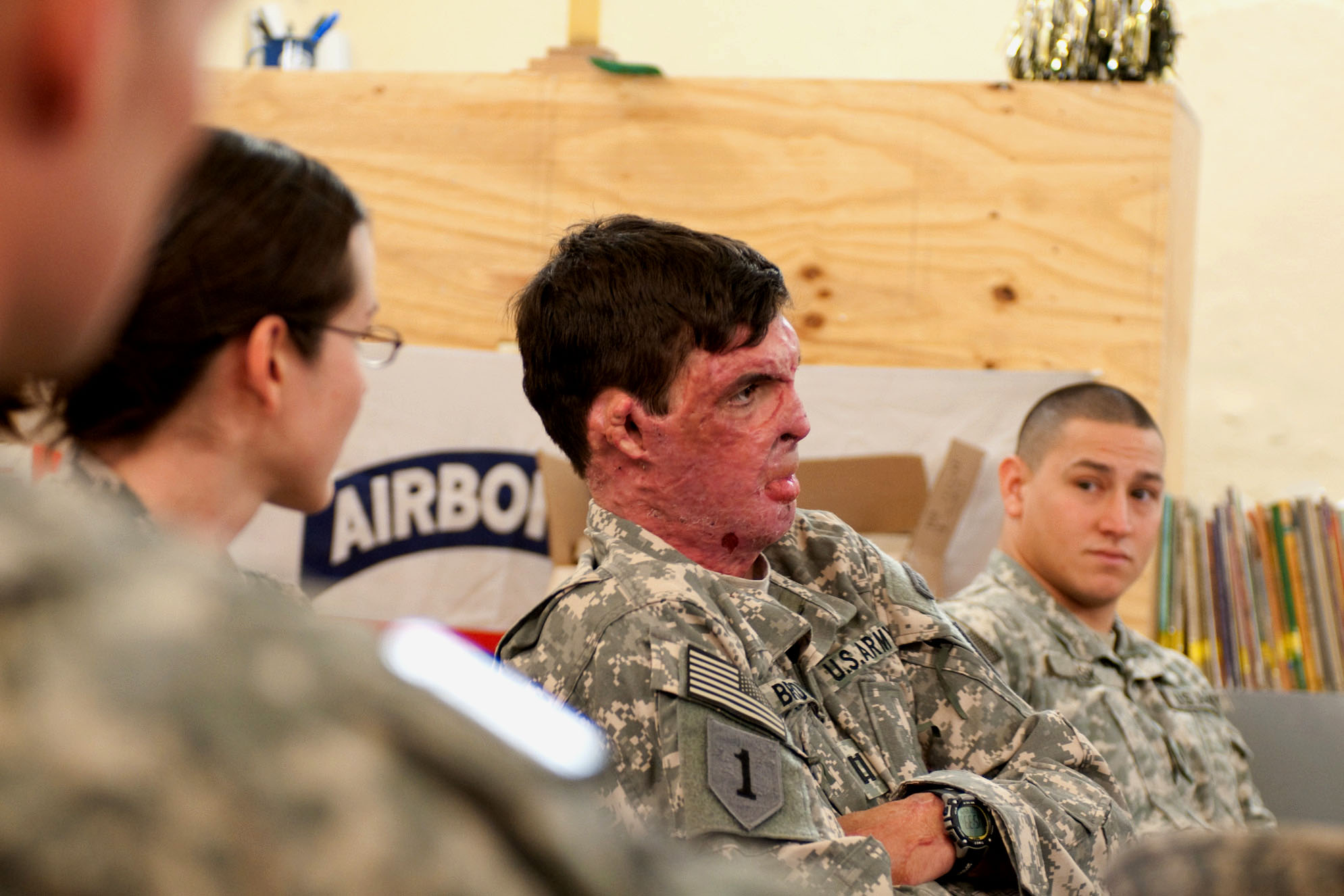
براون في عام 2009

بعد إتمام تدريبه في مدرسة مشاة الجيش الأمريكي، ومدرسة الحراس، ومدرسة المظليين، انضم براون إلى فريق القتال في اللواء الثالث، الفرقة الأولى للمشاة في قاعدة فورت هود، تكساس.
في عام 2008، تم نشره في قندهار، أفغانستان، حيث خدم كقائد فصيلة مشاة. في أيلول 2008، وأثناء دعمه لمشروع تعاوني متعدد الجنسيات لتسليم توربين إلى سد كاجاكي، أُصيب هو وجنوده بجهاز متفجر بدائي أثناء استجابتهم لوحدة من الجيش الأمريكي تعرضت لكمين ونيران مباشرة.
نتيجة لذلك، احترق ثلاثون بالمئة من جسد براون، وفقد إصبعه السبابة اليسرى. تم إجلاؤه إلى مركز بروك الطبي العسكري في سان أنطونيو، تكساس. وبسبب هذه الحادثة، يُشار إليه أحيانًا بلقب "رجل محترق".
تم تغطية تعافي براون من الحروق وحلول إدارة الألم التجريبية من قبل العديد من وسائل الإعلام. شارك في دراسات طبية استخدمت الواقع الافتراضي لتخفيف الألم خلال جلسات العلاج الطبيعي. كان العلاج الطبيعي الذي خضع له طويلًا ومؤلمًا واستمر لعدة سنوات.
في عام 2011، تقاعد براون من الجيش الأمريكي برتبة نقيب. وفي عام 2012، عاد إلى أفغانستان لإلهام الجنود الأمريكيين المنتشرين هناك، وللحصول على ما وصفه بـ"خروج لائق".

## المسيرة المدنية
في عام 2012، أسس براون شركة "باليزيد ستراتيجيز"، وهي شركة وفرت أدوية ضرورية للمحاربين القدامى عندما لم تكن مستشفيات وعيادات شؤون المحاربين القدامى قادرة على توفيرها. باع براون الشركة في عام 2022.

## الحملات السياسية
في عام 2014، ترشح براون في الانتخابات التمهيدية للحزب الجمهوري لمقعد الدائرة العاشرة في مجلس نواب ولاية تكساس. جاء في المركز الثالث بنسبة 27.5% من الأصوات.
في عام 2021، أطلق براون حملته للترشح لمجلس الشيوخ الأمريكي عن ولاية نيفادا. حظيت حملته باهتمام وطني من وسائل الإعلام والمانحين على حد سواء. جمع أكثر من مليون دولار في كل ربع سنوي من حملته، متحديًا آدم لاكسالت، الجمهوري الذي حظي بتأييد دونالد ترمب لمقعد مجلس الشيوخ.
حصل براون على دعم وتأييد قادة الحزب السياسي المحليين والولائيين، لكنه خسر في الانتخابات التمهيدية، حيث حصل على 34% من الأصوات مقابل 56% للاكسالت.
بعد هذه الخسارة، أنشأ براون لجنة العمل السياسي "دوتي فيرست". واعتبارًا من آب 2023، أنفقت اللجنة معظم التبرعات التي تلقتها لسداد ديون حملة براون لعام 2022، مع تخصيص 7% فقط من إنفاقها لدعم مرشحين جمهوريين آخرين.

### حملة مجلس الشيوخ لعام 2024
في تموز 2023، أعلن براون ترشحه الثاني لمقعد مجلس الشيوخ عن ولاية نيفادا، متحديًا الديمقراطية الحالية جاكي روزن في انتخابات 2024. شملت قائمة منافسيه الجمهوريين على ترشيح الحزب السفير السابق في إدارة ترمب لدى آيسلندا جيف غونتر، وعضو مجلس النواب السابق في ولاية نيفادا جيم مارشانت، وعشرة مرشحين آخرين. حظيت حملته بتأييد من أعضاء مجلس الشيوخ الجمهوريين ستيف داينز من مونتانا ومرشا بلاكبيرن من تينيسي.
في شباط 2024، تحدثت زوجة براون، آيمي، عن إجهاض أجرته في تكساس قبل لقائها بزوجها. يعارض سام براون حظرًا فيدراليًا على الإجهاض، ويدعم القانون الحالي في نيفادا الذي يحمي قانونيًا حق الإجهاض. كان براون قد دعم سابقًا قانونًا صدر في تكساس عام 2013 يحظر الإجهاض بعد الأسبوع العشرين، دون استثناءات لحالات الاغتصاب أو سفاح القربى.
في حزيران 2024، أعلن ترمب دعمه لبراون في الانتخابات التمهيدية للحزب الجمهوري. وكان براون متحدثًا رئيسيًا في المؤتمر الوطني للحزب الجمهوري لعام 2024 في ميلووكي، حيث تحدث عن الوحدة وتكلفة الحرب الباهظة.
خلال خطاب ترمب لقبول الترشيح في الليلة الأخيرة من المؤتمر، أشاد ببراون قائلًا: "براون دفع الثمن الأكبر، ربما أكثر من أي شخص آخر يترشح لمنصب، وأعتقد أنه سيحقق نجاحًا كبيرًا". وكان براون المرشح الوحيد لمجلس الشيوخ في انتخابات 2024 الذي ذكره ترمب خلال خطابه.
ورغم فوز ترمب بولاية نيفادا في الانتخابات الرئاسية المتزامنة، خسر براون أمام روزن، حيث حصل على 46.2% من الأصوات مقابل 47.9% لروسن.

## النشاط غير الربحي
تابع براون حملته الانتخابية لمجلس الشيوخ عام 2022 بتولّيه رئاسة فرع نيفادا من "ائتلاف الإيمان والحرية"، وهي منظمة سياسية غير ربحية. ركزت جهود فرع الولاية على "مكافحة الاتجار بالبشر، والدعوة لإصلاحات ذات مغزى في العدالة الجنائية، ودعم المجتمعات المتضررة من الإغلاقات الناجمة عن جائحة كوفيد-19".
الحياة الشخصية
براون عضو في أمة الشيروكي.
في أيار 2009، تزوج براون من آيمي لارسن، وهي ملازم أول في الجيش من ولاية داكوتا الجنوبية وأخصائية تغذية في العناية الحرجة عملت في مركز الحروق التابع لوزارة الدفاع في مركز بروك الطبي العسكري في سان أنطونيو.
يعيش براون وعائلته في مدينة رينو بولاية نيفادا منذ عام 2018، وهم أعضاء نشطون في كنيستهم، "كالفري تشابل رينو-سباركس".

## فهرس
- Brown، Sam؛ Brown، Amy (4 سبتمبر 2024). Alive Day: Finding Hope and Purpose After Losing Everything. Houndstooth Press. ISBN:9781544546018.

## الجوائز والأوسمة
تشمل جوائز وأوسمة براون ما يلي:  
|  |  |                                      |  |
|  |  | [[ملف:{{{name}}}.svg\|106px\|alt= ]] |  |
|  |  |                                      |  |
|  |  |                                      |  |

| شارة جندي المشاة القتالي   |                            |                            |                            |                        |                        |                        |                        |                                                          |                                                          |                                                          |                                                          |
| ميدالية النجمة البرونزية   | ميدالية النجمة البرونزية   | ميدالية النجمة البرونزية   | ميدالية النجمة البرونزية   | القلب الأرجواني        | القلب الأرجواني        | القلب الأرجواني        | القلب الأرجواني        | وسام تقدير الجيش مع جهاز Combat "V" ومجموعة أوراق البلوط | وسام تقدير الجيش مع جهاز Combat "V" ومجموعة أوراق البلوط | وسام تقدير الجيش مع جهاز Combat "V" ومجموعة أوراق البلوط | وسام تقدير الجيش مع جهاز Combat "V" ومجموعة أوراق البلوط |
| ميدالية خدمة الدفاع الوطني | ميدالية خدمة الدفاع الوطني | ميدالية خدمة الدفاع الوطني | ميدالية خدمة الدفاع الوطني | ميدالية حملة أفغانستان | ميدالية حملة أفغانستان | ميدالية حملة أفغانستان | ميدالية حملة أفغانستان | ميدالية الخدمة العالمية للحرب على الإرهاب                | ميدالية الخدمة العالمية للحرب على الإرهاب                | ميدالية الخدمة العالمية للحرب على الإرهاب                | ميدالية الخدمة العالمية للحرب على الإرهاب                |
| شريط الخدمة العسكرية       | شريط الخدمة العسكرية       | شريط الخدمة العسكرية       | شريط الخدمة العسكرية       | شريط الخدمة الخارجية   | شريط الخدمة الخارجية   | شريط الخدمة الخارجية   | شريط الخدمة الخارجية   | ميدالية الناتو                                           | ميدالية الناتو                                           | ميدالية الناتو                                           | ميدالية الناتو                                           |

بالإضافة إلى ذلك، حصل براون على جائزة Ranger وشارة Parachutist .
تم إدخال براون إلى معرض التميز بجامعة نورثوود. 

## روابط خارجية
- الموقع الرسمي

| المناصب الحزبية السياسية | المناصب الحزبية السياسية                                  | المناصب الحزبية السياسية |
| ------------------------ | --------------------------------------------------------- | ------------------------ |
| سبقه                     | Republican nominee for U.S. Senator from نيفادا (Class 1) | Most recent              |